# Dolné Obdokovce
Dolné Obdokovce (em húngaro: Alsóbodok) é um município da Eslováquia, situado no distrito de Nitra, na região de Nitra. Tem 10,19 km² de área e sua população em 2018 foi estimada em 1.190 habitantes.

## Demografia
| Ano:        | 1994 | 2004 | 2014   | 2024   |
| ----------- | ---- | ---- | ------ | ------ |
| Broj ljudi: | 1111 | 1111 | 1193   | 1130   |
| Razlika:    |      | +0%  | +7,38% | -5,28% |

| Ano:               | 2023 | 2024   |
| ------------------ | ---- | ------ |
| Número de pessoas: | 1136 | 1130   |
| Diferença:         |      | -0,52% |